# ایسیدرو سانچز (بازیکن فوتبال، زاده ۱۹۳۶)
ایسیدرو سانچز (انگلیسی: Isidro Sánchez; ۱۷ دسامبر ۱۹۳۶ – ۲ سپتامبر ۲۰۱۳) بازیکن فوتبال اهل اسپانیا بود.
از باشگاه‌هایی که در آن بازی کرده‌است می‌توان به باشگاه فوتبال رئال مادرید، باشگاه فوتبال رئال بتیس، و باشگاه فوتبال سابادل اشاره کرد.
وی همچنین در تیم ملی فوتبال زیر ۲۱ سال اسپانیا بازی کرده‌است.